# Alberta Beach
Alberta Beach è un villaggio del Canada, situato nella regione centrale dell'Alberta.